# Вільна Україна (бронепоїзд)

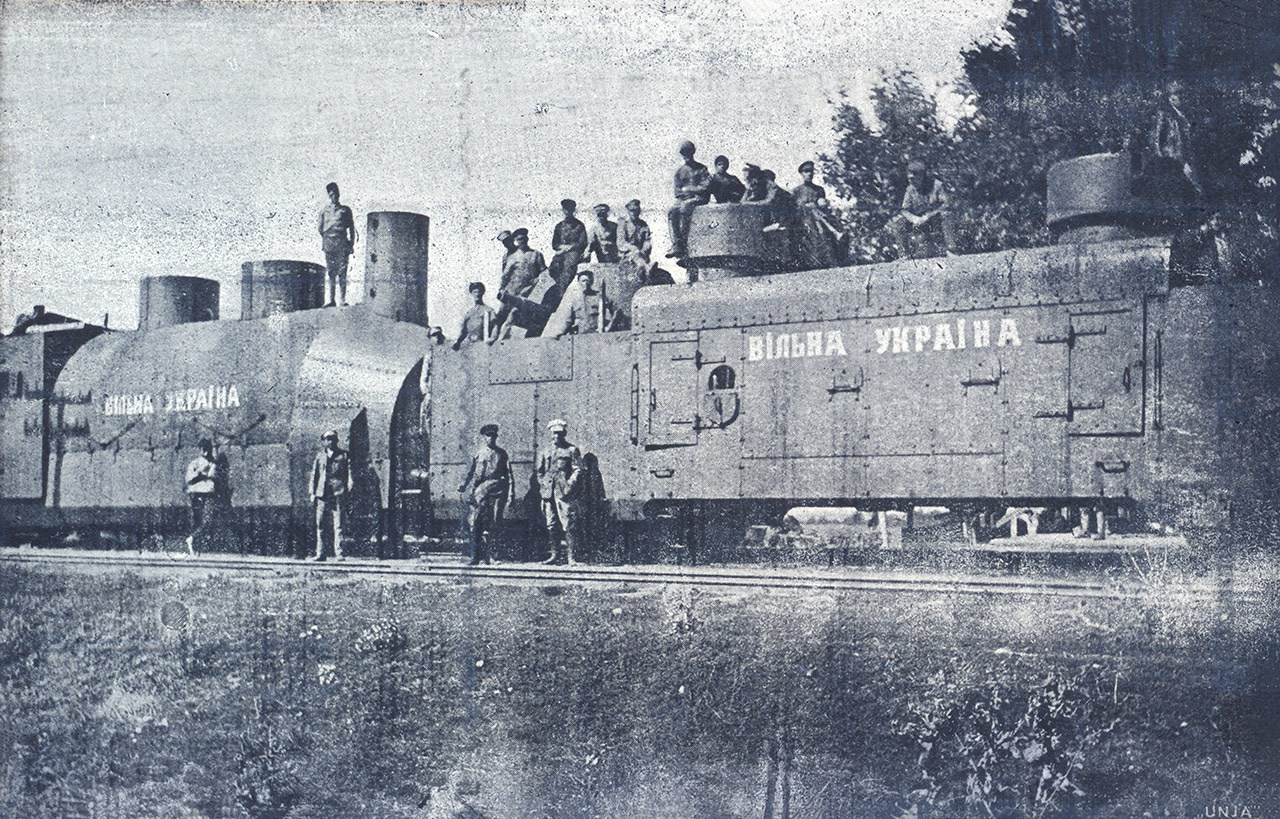
Панцерник — «Вільна Україна»

Бронепотяг «Вільна Україна»  — панцерний військовий залізничний склад, що перебував у складі РСЧА, Армії Української Народної Республіки, Української Галицької армії та Добровольчої армії.

## Історія
Цей панцерний потяг був першим із серії типових бронепотягів, збудованих на київському заводі Греттера і Кріванека (тепер завод «ПКМЗ»).

### На службі радянської армії

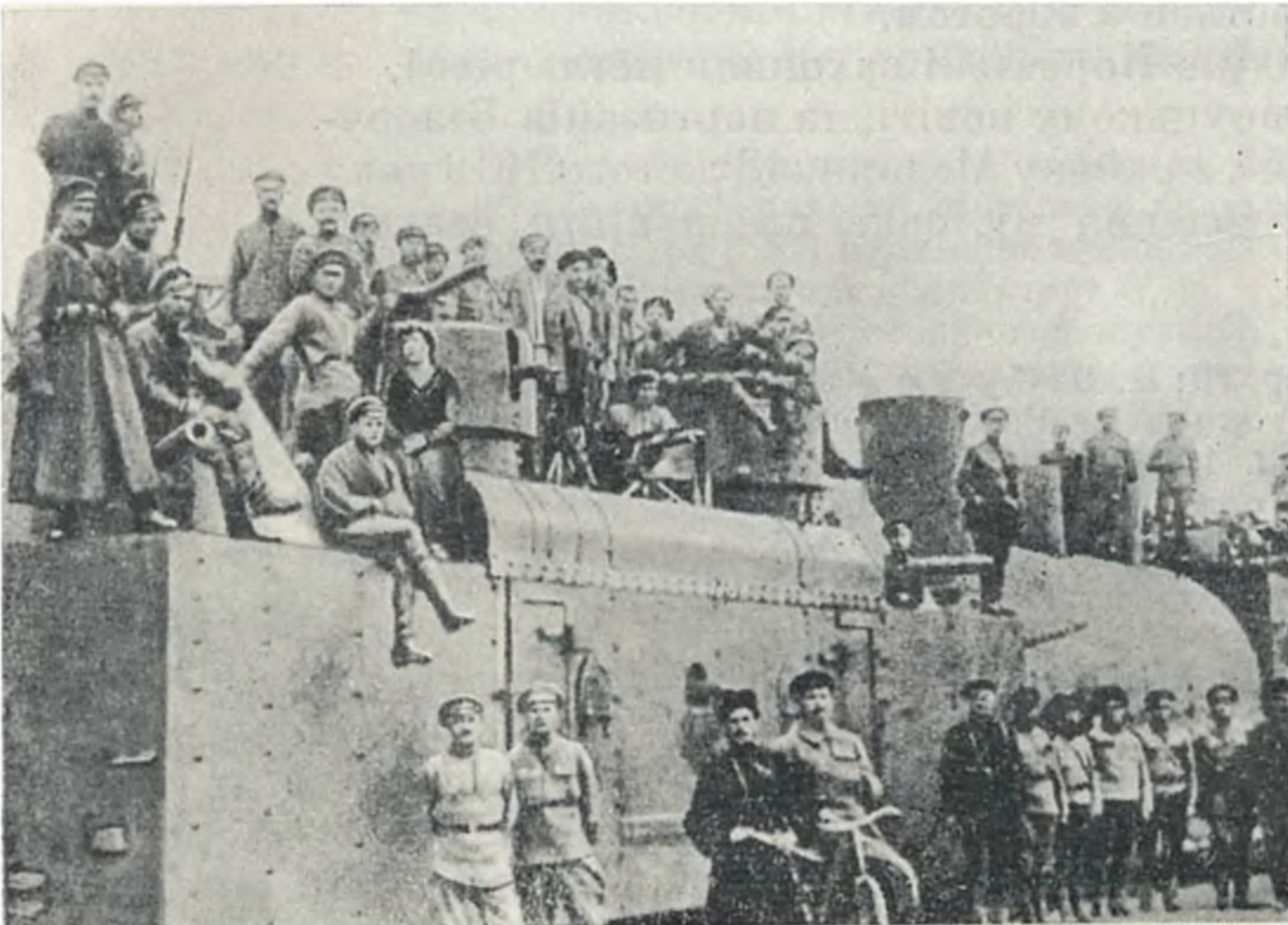
Бронепотяг «Комуніст Коростеньського району». 1919 рік.

Після відступу німецьких військ з Коростеня, місто було взято під контроль Дієвою армією УНР. Але вже 18 лютого 1919 радянські війська, підтримувані прорадянськими партизанами, оволоділи містом. Протягом короткого строку для захисту залізничного вузла було збудовано бронепотяг, що отримав назву «Комуніст Коростеньського району» (рос. «Коммунист Коростенского района»). 15 березня він, разом з іншими частинами радянської армії, відступив до станції Бородянки, а вже 7 квітня пройшов бойове хрещення під-час відвоювання міста комуністами.
11 і 12 червня 1919 після завзятого натиску військ УНР на Проскурівському напрямку ситуація для більшовиків стала загрозлива. Підрозділи відходили панічно, без відповідної організації. Для підтримання бойового духу військ та затримки наступу супротивника туди був посланий бронепотяг «Комуніст Коростенського району», який, з метою привернення уваги ворога на себе, висунувся на 35-40 верст перед більшовицькими частинами. Назустріч бронепотягу висунулось три панцерника УНР, а також було виставлено 4 польові артилерійські батареї. В результаті затяжної артилерійської дуелі потяг було пошкоджено та оточено, зав'язався 6-годинний бій з використанням кулеметів. В результаті бою підрозділи Української Народної Республіки відступили від бронепотягу, а сам панцерник зумів повернутись на станцію Деражня.
Після бою командир — Лазар Табукашвілі, потім командувач бронеколоною 1-ї УРЧА, за особисту мужність і героїзм був нагороджений орденом Червоного Прапора.

### На службі УНР та УГА

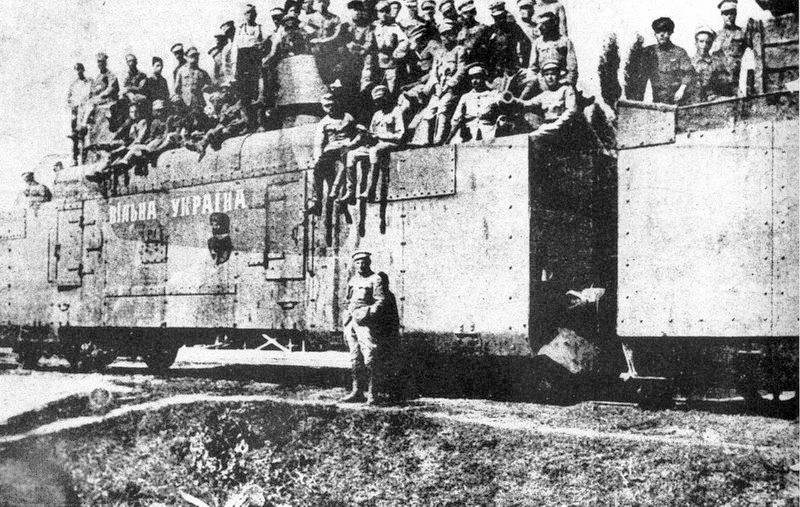
«Вільна Україна» — панцерник Української галицької армії. 1919 р.

Панцерний потяг було відвойовано ІІ-м корпусом Української Галицької Армії під Старокостянтиновом (згідно інших джерел — під Шепетівкою) у серпні 1919 року. Спільно з підрозділами Січових Стрільців брав участь у боях за Київ.
Після початку війни з Добровольчою армією потяг у складі четвертого дивізіону було задіяно у бойових діях. Участь у цій війні бронепотяг розпочав на станції Мардарівка після з'єднання з 11-м полком, 2-м кінним полком ім. Максима Залізняка та півсотнею сірожупанників. Вже 20 вересня у районі станції Затишшя було захоплено в полон 370 супротивників, коні з збруєю, 4 гармати з обслугою та інше майно. Вранці наступного дня об'єднані сили розпочали наступ на станцію Перехрестове. В бою ворожою артилерію бронепотяг було пошкоджено, в результаті чого він був змушений відступити, що потягло за собою загальний відступ військ у бою. Наступний бій бронепотяга відбувся 28 вересня. 11 дивізія відступила в район села Лабушне та була позбавлена зв'язку з сусідніми військовими частинами. Після загального розгрому денікінців у цьому бою білогвардійське командування відмовилось від активних контратак на цій ділянці фронту.
1 жовтня бронепотяг втрутився у бій 11-го піхотного полку проти білогвардійців поблизу села Лабушне, де 500 піхотинців були атаковані 1000 кіннотників, підтримувані кулеметним та рушничним вогнем. Не розібравшись у ситуації, військовослужбовці «Вільної України» відкрили артилерійський вогонь як по ворогу, так і по своїм, завдавши обом сторонам тяжких втрат. Протягом 2 і 3 жовтня бронепотяг прикривав сірожупанників, однак був виведений з ладу вогнем ворожих гармат. 5 жовтня вступив в перестрілку з білогвардійським бронепотягом Коршун, після якої відступив на станцію Борщі.
29 жовтня 1919 11 дивізія разом з бронепотягами Вірний син, Хортиця, Таємний та Помста здійснив спробу захоплення Вапнярку.
17 листопада 1919-го був захоплений підрозділами армії генерала Денікіна та перейменований на «Грозу».